# 聖瑪麗主教座堂 (謝菲爾德)

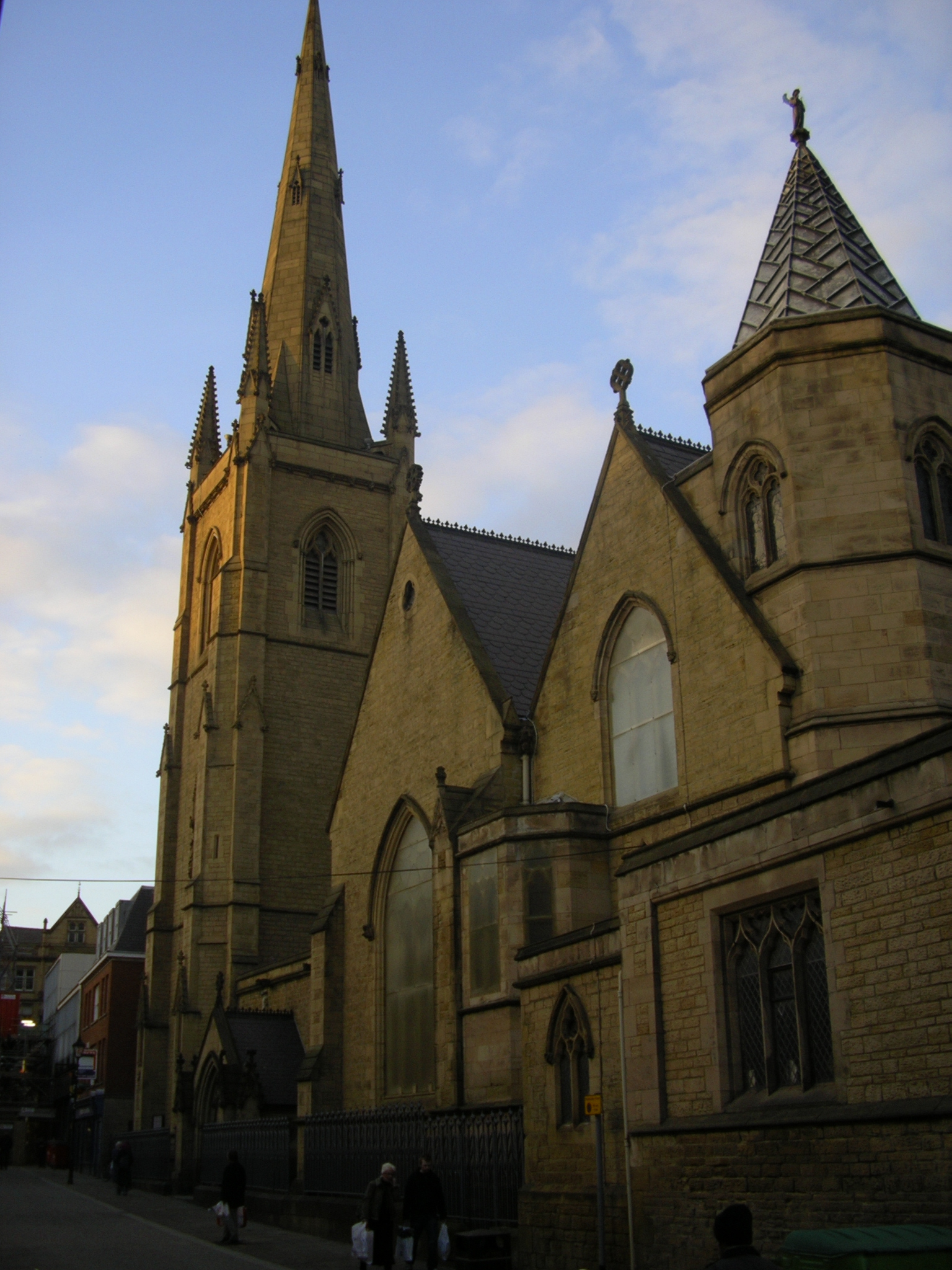

聖瑪麗主教座堂（英語：Cathedral Church of St Marie, Sheffield）是位於英國英格蘭城市謝菲爾德的一座羅馬天主教的主教座堂。聖瑪麗主教座堂竣工於1850年。1973年開始，教堂被列入英國二級保護建築 。1980年開始，教堂升格為主教座堂。

## 外部連結
- Hallam Diocese Website （页面存档备份，存于）
- St Marie Cathedral website （页面存档备份，存于）
- The Latin Mass Society in the RC Diocese of Hallam
- Cathedral Windows Restored To Former Glory

53°22′52″N 1°28′05″W / 53.381°N 1.468°W